# 亞羅米爾

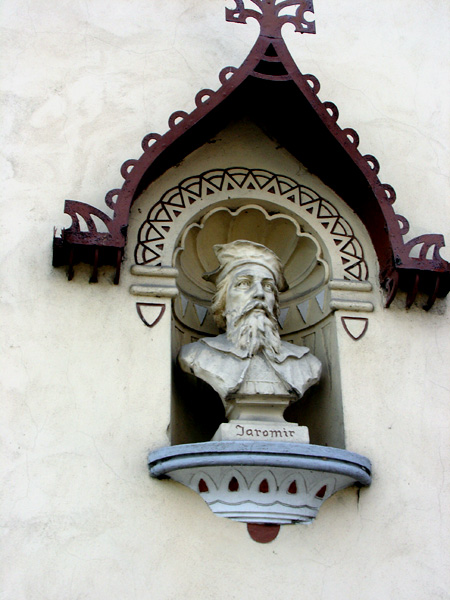
亞羅米爾

亞羅米爾（約975年—1035年11月4日）。普熱米斯爾王朝的波希米亞公爵（1003年、1004年－1012年及1033年－1034年在位）。波希米亞公爵波列斯拉夫二世的次子、波列斯拉夫三世的弟弟。

## 統治期間
1002年，由弗爾紹夫齊顯貴（其女婿亦參與其中）所組織的一次起義迫使兄長波希米亞公爵波列斯拉夫三世逃亡至神聖羅馬帝國，受奧地利藩侯亨利一世所接待。這時波列斯拉夫三世的親屬弗拉迪沃伊登上波希米亞寶座，可惜弗拉迪沃伊是一名酒鬼，一年後便逝世。波希米亞的貴族邀請波列斯拉夫二世的兒子、亞羅米爾及弟弟奧爾德日赫從外放中回來即位。他們兩人後來各自繼承波希米亞的寶座。
1003年，波列斯拉夫三世由波蘭國王（勇敢的）波列斯瓦夫一世支持下重新掌權，亞羅米爾及奧爾德日赫立即逃亡至神聖羅馬帝國，並由神聖羅馬帝國皇帝亨利二世所保護。傳說亞羅米爾在逃亡前被波列斯拉夫三世下令閹割。不久，波列斯拉夫三世被波蘭國王波列斯瓦夫一世於1003年廢黜，並親自繼承波希米亞公爵之位，成位波希米亞公爵波列斯拉夫四世。亞羅米爾以答應將波希米亞成為神聖羅馬帝國藩屬誘使亨利二世支持。
1004年，亞羅米爾由神聖羅馬帝國皇帝亨利二世支持下進入布拉格，由亨利二世擁立成為波希米亞公爵。這時，波蘭仍佔據大部份波希米亞國土，亞羅米爾致力由波列斯瓦夫一世手上奪回失地。
1012年，奧爾德日赫奪取統治者寶座，並將亞羅米爾弄盲及放逐。1033年，亞羅米爾因為一次突然的行動再一次登上波希米亞統治者的寶座，但是只得短時間在位。一年後，奧爾德日赫由兒子布熱季斯拉夫一世的幫助下復位。亞羅米爾被囚禁於拉貝河畔利薩，並於1035年11月4日，被一名弗爾紹夫齊貴族殺死，其弟奧爾德日赫早於一年前逝世，爵位由布熱季斯拉夫一世繼承。
| 亞羅米爾 普熱米斯爾王朝出生于：約975年逝世於：1035年 | 亞羅米爾 普熱米斯爾王朝出生于：約975年逝世於：1035年 | 亞羅米爾 普熱米斯爾王朝出生于：約975年逝世於：1035年 |
| 統治者頭銜                                           | 統治者頭銜                                           | 統治者頭銜                                           |
| ---------------------------------------------------- | ---------------------------------------------------- | ---------------------------------------------------- |
| 前任者： 波列斯拉夫三世                              | 波希米亞公爵 1003年                                  | 繼任者： 波列斯拉夫三世                              |
| 前任者： 波列斯拉夫四世                              | 波希米亞公爵 1004年–1012年                           | 繼任者： 奧爾德日赫                                  |
| 前任者： 奧爾德日赫                                  | 波希米亞公爵 1033年－1034年                          | 繼任者： 奧爾德日赫                                  |